# Finn E. Kydland
Finn Erling Kydland, né 1er décembre 1943 à Soyland, est un économiste norvégien. Il est professeur d'économie à l'école de commerce Tepper de l'université Carnegie-Mellon. Il a reçu le Prix de la Banque de Suède en 2004 avec Edward C. Prescott, « pour leur contribution à la théorie de la macroéconomie dynamique et, plus particulièrement, pour leurs travaux sur les cycles économiques et l'efficacité des politiques monétaires».
Il est aussi connu pour le filtre Hodrick-Prescott, utilisé afin de lisser les fluctuations des séries temporelles.

## Formation
Né à Soyland, à l’ouest de la Norvège, Finn E. Kydland a obtenu son diplôme d'études supérieures à la Norwegian School of Economics (NHH) en 1968 et un doctorat l’Université Carnegie-Mellon de Pittsburgh en 1973.

## Carrière universitaire
Il s’est d’abord intéressé à la recherche opérationnelle avant de bifurquer vers les sciences économiques. Depuis lors, il porte un intérêt particulier aux cycles économiques, aux politiques monétaires et fiscales et à l'économie du travail. Il a rejoint la faculté de Carnegie Mellon en 1977, où il est professeur d'économie. Il est aussi professeur attaché à l'École supérieure de commerce de Norvège (NHH) et consultant de la réserve fédérale de Dallas et de la réserve fédérale de Cleveland.
Avec Edward Prescott, Finn E. Kydland (tous deux représentants de la nouvelle macroéconomie classique) a étudié le problème de l'incohérence temporelle et de la cohérence temporelle, en se fondant sur les anticipations des individus. Selon les lauréats, pour être efficaces les gouvernements doivent maintenir leurs décisions même si l'intérêt futur du gouvernement suggère de s'en écarter. À défaut de cela, les individus modifient leur comportement de manière anticipative, vouant à l'échec une politique pourtant bien intentionnée. Cette idée est aujourd'hui applicable dans des domaines aussi divers que la politique monétaire, la taxation du capital et le développement des pays pauvres. Ils ont ainsi été les créateurs de la théorie des real business cycles.
Les lauréats ont également mis en évidence le fait que les cycles conjoncturels ne sont pas toujours dictés par des variations de la demande, mais plutôt par des chocs de l'offre comme la flambée des prix du pétrole ou les innovations technologiques. Cette nouvelle théorie du cycle économique a permis de mieux comprendre de nombreux aspects de la dynamique de l'emploi, de la consommation et des loisirs.

## Récompenses et bourses
- Professeur, Société d'économétrie (1992– )
- Professeur national John Stauffer, Institution Hoover (1982–1983)
- Prix Alexander Henderson, Carnegie Mellon (1973)
- Prix de la Banque de Suède en sciences économiques en mémoire d'Alfred Nobel (2004)